# Yu-Gi-Oh! GX
Yu-Gi-Oh! GX, conosciuto in patria come Yu-Gi-Oh! Duel Monsters GX (遊☆戯☆王デュエルモンスターズGX?, Yūgiō Dyueru Monsutāzu Jī Ekkusu), è un anime giapponese, il secondo del franchise Yu-Gi-Oh!. È andato in onda in Giappone per la prima volta il 6 ottobre 2004 sulla TV Tokyo, raggiungendo la conclusione dopo 180 episodi il 23 marzo 2008. Dal 17 dicembre 2005 al 19 marzo 2011 la serie è stata anche trasposta in manga sul V-Jump della Shūeisha, raggiungendo un totale di 11 tankōbon, l'ultimo dei quali è uscito il 3 giugno 2011.
Yu-Gi-Oh! GX segue le avventure di Jaden Yuki (Judai Yuki nella versione originale giapponese) e dei suoi compagni mentre frequenta l'Accademia del Duellante.

## Trama

I personaggi principali della serie.
Da sinistra: Hassleberry, Chazz, Jaden, Syrus, Alexis e Blair con in braccio il gatto Faraone

Nell'universo immaginario di Yu-Gi-Oh!, c'è un gioco di carte molto conosciuto che si chiama Duel Monsters ed è stato creato da Maximillion Pegasus (Pegasus J. Crawford). Il giocatore, chiamato "duellante", evoca mostri e attiva magie e trappole attraverso la tecnologia del Duel Disk per mettere in atto varie strategie per sconfiggere l'avversario nel duello. Un duello inizia con l'assegnazione ad ognuno dei contendenti di un totale di 4000 o 8000 life points, che può essere diminuito dagli attacchi dei mostri dell'avversario o dalle abilità speciali delle singole carte. L'obiettivo è di ridurre a zero i life points dell'altro contendente e quindi essere dichiarato il vincitore. Sebbene concepito come un semplice gioco di carte, le radici del Duel Monsters affondano nella mitologia, e molti vogliono carpirne i mistici segreti per i propri interessi personali.
Yu-Gi-Oh! GX inizia dieci anni dopo gli eventi di Yu-Gi-Oh!, con il protagonista, Jaden Yuki (Judai Yūki), che ottiene la carta Kuriboh Alato da Yugi Mutō, il famoso campione di Duel Monsters, mentre si reca all'esame di ammissione dell'Accademia del Duellante (Duel Academia (デュエル・アカデミア?, Dyueru Akademia)).
Per i primi due anni all'Accademia del Duellante, i personaggi principali affrontano i più svariati pericoli, inclusi i Cavalieri delle Ombre, che vogliono riportare in vita le Bestie Sacre tramando per ottenere una forte concentrazione di duelli nell'isola, come anche la Società della Luce, che intende schiavizzare l'umanità attraverso il controllo della mente operato con un satellite di proprietà del regno di Misgarth.
L'Accademia era stata creata da Seto Kaiba su una sperduta isola nei mari del Sud, con i suoi dormitori chiamati con i nomi delle carte delle Tre Divinità Egizie, e gestita dal Cancelliere Sheppard (Samejima) e dal suo staff. Il dormitorio più sfarzoso, l'Obelisk Blu (オベリスク・ブルー?, Oberisuku Burū), prende il nome da Obelisco del Tiranno. Questo dormitorio può essere raggiunto con le promozioni scolastiche, ma il solo modo per entrarvi al primo anno è di esser stato iscritto e aver fatto bene in una scuola elementare affiliata (solo nella versione inglese). In quanto miglior alloggio studentesco, le strutture dell'Obelisk Blu sono di qualità elevatissima, paragonabili ai migliori hotel e ristoranti del pianeta. Il dormitorio centrale, il Ra Giallo (ラー・イェロー?, Rā Ierō), prende il nome dal Drago Alato di Ra. Chi ha ottenuto i punteggi più alti all'esame di ammissione, o si è comportato mediocremente durante la scuola elementare verrà assegnato a questi alloggi che, sebbene non eccezionali come l'Obelisk Blu, sono molto puliti e hanno strutture ben mantenute e vitto di una qualità molto distante da quella che si può permettere una persona con uno stipendio nella media. Il dormitorio più scadente, lo Slifer Rosso (Osiris Red (オシリス・レッド?, Oshirisu Reddo)), prende il nome da Slifer Drago del Cielo. Chi ha fallito completamente l'esame o ha riportato punteggi molto bassi è destinato a questi alloggi scadenti.
Ci sono altre quattro succursali dell'Accademia del Duellante, nel Nord, nell'Est, nel Sud e nell'Ovest, anche se nell'anime è stata fatta vedere solo quella del Nord.

## Produzione
Yu-Gi-Oh! GX è stato prodotto da Nihon Ad Systems e TV Tokyo e animato dallo studio Gallop. La serie è stata diretta da Hatsuki Tsuji e le sceneggiature degli episodi sono state preparate da una formazione alternata di sceneggiatori, Shin Yoshida, Atsushi Maekawa, Akemi Omode e Yasuyuki Suzuki, mentre la colonna sonora è stata composta da Yutaka Minobe. Takuya Hiramitsu è il responsabile della direzione del suono mentre la supervisione è stata affidata a Yūji Mitsuya. Il character design dei personaggi e dei mostri è stato supervisionato da Kenichi Hara, mentre la disposizione dei duelli da Masahiro Hikokubo. Il "GX" nel titolo della serie non è altri che l'abbreviazione del termine "Generation neXt". Inoltre, nei primi artwork promozionali, è stato rinvenuto che il titolo originale doveva essere "GENEX". La sigla GX si riferisce anche al Torneo GX che si svolge tra gli episodi 84 e 104.
Nella versione originale giapponese, gli episodi della serie prendono il titolo di "Turn" in inglese. La sigla d'apertura e quella di chiusura sono accompagnate da testi che variano nel corso della serie, con la prima che viene immediatamente seguita dal numero e dal titolo di un singolo episodio. Gli eyecatch iniziano e terminano le interruzioni pubblicitarie poste alla metà di ogni episodio; nella prima stagione erano presenti due eyecatch per episodio, che solitamente mostravano i due sfidanti e i rispettivi mostri chiave che avrebbero impiegato nel corso della puntata, mentre nelle stagioni successive è presente un singolo eyecatch che ritrae solo i duellanti. Dopo la sigla di chiusura, è presente un'anteprima del prossimo episodio, narrata più frequentemente da Kenn e Masami Suzuki (rispettivamente le voci di Jaden Yuki e Syrus Truesdale), e poi vi è un breve segmento denominato "La carta più forte di oggi".

## Media

### Anime
La serie è composta da 180 episodi ed è andata originariamente in onda in Giappone su TV Tokyo dal 6 ottobre 2004 al 26 marzo 2008 ed è stata seguita da Yu-Gi-Oh! 5D's. Nel corso della trasmissione si sono susseguite diverse sigle. Gli episodi che vanno dal numero 1 al 33 presentano i brani Kaisei josho Hallelujah (快晴・上昇・ハレルーヤ?, Kaisei josho Harerûya, lett. "Bel tempo, alleluia") cantata dai JINDOU (apertura) e Genkai Battle (限界バトル?, Genkai Batoru, lett. "Battaglia marginale") cantata dai JAM Project (chiusura). Dal numero 34 al 104 invece sono stati utilizzati 99% dei BOWL (apertura) e Wake up your Heart (lett. "Sveglia il tuo cuore") di Kenn e The NaB's (chiusura). Gli episodi che vanno dal 105 al 156 hanno come sigle Teardrop (ティアドロップ?, Tiadoroppu, lett. "Lacrima") dei BOWL (apertura) e Taiyo (太陽?, Taiyō, lett. "Sole") dei BITE THE LUNG (chiusura). L'ultima coppia di brani, utilizzata per gli episodi 157-180, è Precious Time, Glory Days (lett. "Tempo prezioso, giorni gloriosi") cantata dagli Psychic Lover (apertura) e Endless Dream (lett. "Sogno senza fine") di Hiroshi Kitadani (chiusura).
Una versione rimasterizzata della serie viene trasmessa in Giappone a partire dall'11 aprile 2025.
Successivamente la serie è stata concessa in licenza da 4Kids Entertainment e adattata in inglese, e poi trasmessa su Cartoon Network e 4Kids TV in Nord America, dove è stato anche distribuito da Warner Bros. Family Entertainment e Warner Bros. Television Animation. Come i precedenti adattamenti di 4Kids, sono state apportate diverse modifiche alla versione originale giapponese, tra cui i nomi e le personalità dei personaggi, la colonna sonora, diversi effetti sonori, vari elementi grafici come i contatori dei Life Points e l'aspetto delle carte. Anche la storia e alcuni fotogrammi sono stati modificati per rimuovere i riferimenti a morte, sangue, violenza ed elementi religiosi in modo da rendere la serie adatta a un pubblico più giovane rispetto a quello per cui era stata concepita originariamente. Anche qualsiasi testo in lingua scritta, giapponese o inglese che sia, è stato cancellato o sostituito con qualcosa di illeggibile. La versione modificata è stata anche utilizzata in vari Paesi al di fuori dell'Asia in cui la 4Kids aveva i diritti di distribuzione. L'ultimo episodio della terza stagione e l'intera quarta non sono mai stati trasmessi in Nord America e sono stati sostituiti dalla messa in onda di Yu-Gi-Oh! 5D's a partire dal settembre 2008. Gli episodi doppiati in inglese sono stati caricati sul canale YouTube ufficiale della 4Kids fino al 29 marzo 2011, quando Nihon Ad Systems e TV Tokyo hanno citato in giudizio 4Kids e hanno risolto il contratto di licenza per il franchise di Yu-Gi-Oh!. In seguito la serie è stata concessa in licenza da 4K Media Inc.. Hulu e Crunchyroll hanno pubblicato in streaming gli episodi doppiati in inglese, inoltre Crunchyroll ha anche reso disponibile la versione giapponese sottotitolata a partire dall'agosto 2015. La sigla impiegata per tutti gli episodi è Get Your Game On, scritta da Alex Walker, Jake Siegler e Matthew Ordek ma non è noto chi sia il cantante. Il brano viene impiegato anche in chiusura, ma in formato ridotto.
In Italia, le prime tre stagioni (composte dai primi 155 episodi) sono state trasmesse su Italia 1 dal 2006 al 2008 e sono arrivate passando per gli Stati Uniti d'America, e di conseguenza anche l'edizione italiana segue quella statunitense; invece, per l'adattamento italiano della quarta stagione, trasmessa interamente prima sul canale a pagamento Hiro di Mediaset Premium nel 2010, poi in chiaro su Italia 1 in notturna nell'agosto 2016, sono stati usati i master originali giapponesi, censurati solo parzialmente da Mediaset, dato che quest'ultima serie è tuttora inedita negli Stati Uniti. Il doppiaggio italiano è stato curato dalla Merak Film di Milano sotto la direzione di Graziano Galoforo. L'adattamento dei dialoghi dell'edizione italiana sono stati effettuati da: Achille Brambilla (1ª, 2ª e 3ª stagione), Luisella Sgammeglia (1ª e 3ª stagione), Nadia Zurlo (1ª e 2ª stagione), Elisabetta Cesone (1ª stagione), Bianca Maria De Rossi (1ª e 2ª stagione), Marina Attilio (2ª stagione) e Silvia Bacinelli (3ª stagione). La sigla italiana è intitolata Yu-Gi-Oh GX, musica di Max Longhi e Giorgio Vanni, testo di Alessandra Valeri Manera e cantata da Giorgio Vanni. Nella sola prima visione, il primo episodio presentava invece la versione strumentale di Get Your Game On, sigla della versione statunitense, che fu poi sostituita dalle repliche successive con il brano di Vanni. Inoltre, a partire dalla prima replica, fu tagliato il prologo in cui il protagonista Jaden incontra accidentalmente Yugi.

### Manga
Un manga spin-off della serie, dal titolo Yu-Gi-Oh! GX (遊☆戯☆王GX?, Yūgiō Jī Ekkusu), supervisionato da Kazuki Takahashi e scritto e disegnato da Naoyuki Kageyama, è stato serializzato dal 17 dicembre 2005 al 19 marzo 2011 sulla rivista V Jump edita da Shūeisha. I capitoli sono stati raccolti e pubblicati in nove volumi tankōbon dal 2 novembre 2006 al 3 giugno 2011. Il manga è stato concesso in licenza in Nord America a Viz Media, che serializzato i primi 37 capitoli nella sua rivista antologica di manga Shonen Jump. I capitoli rimanenti sono stati pubblicati direttamente come graphic novel, a partire dal quinto volume. La trama del manga è completamente diversa da quella dell'anime ed è più una continuazione della serie originale di Yu-Gi-Oh! in quanto i giochi delle ombre e gli oggetti del Millennio giocano un ruolo importante all'interno della storia. Ci sono anche nuovi mostri e modifiche alla personalità di alcuni personaggi. A differenza del manga originale di Yu-Gi-Oh!, tutti i nomi usati nella versione inglese del manga sono stati tratti dall'edizione occidentale dell'anime. Un one-shot del manga di GX è stato pubblicato il 21 giugno 2014 nel numero di agosto di V Jump. Il one-shot in questione è stato scritto e illustrato sempre da Naoyuki Kageyama. Una versione inglese di questo capitolo è stata pubblicata il 29 dicembre 2014 sulla rivista antologica statunitense Weekly Shonen Jump.

### Film cancellato
Durante la messa in onda giapponese dell'anime, Kazuki Takahashi propose un film dal titolo Yu-Gi-Oh! VS. GX (遊☆戯☆王 ＶＳ. ＧＸ?, Yūgiō VS. GX), il quale non è mai stato realizzato. L'idea era nata dalle aspettative insoddisfatte del mangaka quando vide da bambino Mazinga Z contro Devilman. Takahashi ebbe l'idea all'incirca un anno dopo che Yu-Gi-Oh! GX aveva iniziato la sua trasmissione in Giappone. Nelle sue intenzioni aveva pensato di far rivivere Atem ma ha preferito non tradire il tema della storia originale. Dopo che l'idea è stata scartata, Takahashi ha commentato che era divertente pensare di vedere Yugi e gli altri dopo tanto tempo dinanzi a Jaden ma ciò non sarebbe potuto accadere in quanto entrambi i personaggi erano degli eroi. Takahashi parlò per la prima volta del film nella postfazione del volume 8 dell'edizione bunkoban del manga originale. Le idee del film sono state poi riutilizzate nella seconda stagione animata quando Jaden e i suoi amici fanno una gita alla città di Domino e Sartorius è l'antagonista, ruolo che avrebbe dovuto interpretare anche nella pellicola animata. Inoltre gli ultimi due episodi della serie televisiva mostrano Yugi e Jaden impegnati in un duello ma in un contesto diverso. I due si incontrano anche in Gekijōban Yu-Gi-Oh! - Chōyūgō! Jikū o koeta kizuna assieme a Yusei Fudo, protagonista di Yu-Gi-Oh! 5D's. L'idea di far rivivere Atem invece venne impiegata successivamente nel lungometraggio Yu-Gi-Oh!: The Dark Side of Dimensions.

### Videogiochi
Dalla serie sono stati tratti anche diversi videogiochi sviluppati e pubblicati da Konami per varie console.
Sono stati distribuiti due titoli per Game Boy Advance, Yu-Gi-Oh! GX Duel Academy (2005) e Yu-Gi-Oh! Ultimate Masters Edition: World Championship Tournament 2006 (2006). In seguito sono usciti tre giochi per Nintendo DS: Yu-Gi-Oh! Duel Monsters GX Spirit Caller (2006), Yu-Gi-Oh! Duel Monsters World Championship 2007 (2007) e Yu-Gi-Oh! World Championship 2008 (2007). Esiste inoltre un quarto titolo, Yu-Gi-Oh! Duel Monsters GX Card Almanac (2007), il quale in realtà non è un vero e proprio gioco, ma bensì un catalogo digitale delle carte uscite fino al 2007.
Su PlayStation Portable è stato dato il via alla serie denominata Tag Force, che aggiunge la possibilità di formare duelli in coppia con un altro giocatore. I primi tre giochi di tale serie sono basati su GX mentre quelli successivi su Yu-Gi-Oh! 5D's. In ordine di uscita i giochi sono: Yu-Gi-Oh! GX Tag Force (2006), Yu-Gi-Oh! GX Tag Force 2 (2007) e Yu-Gi-Oh! GX Tag Force 3 (2008). Il primo titolo ha ricevuto anche un porting su PlayStation 2, dove ha assunto il nome di Yu-Gi-Oh! GX: Tag Force Evolution (2007).
Inoltre è stato realizzato per Windows Yu-Gi-Oh! GX Creative Studio (2007), ovvero un software applicativo che offre sia alcuni giochi (quiz a tema, solitario, sfida di memoria, puzzle e altri rompicapo) che la possibilità di personalizzare inviti, t-shirt, poster, volantini, calendari e altri oggetti con i loghi e le immagini dei personaggi della serie animata.
Diversi personaggi di Yu-Gi-Oh! GX sono talvolta presenti in Yu-Gi-Oh! ARC-V Tag Force Special (2015), Yu-Gi-Oh! Duel Links (2016) e Yu-Gi-Oh! Cross Duel (2022) assieme a quelli delle altre serie.

### Rivista
Nel 2007, le produzioni Eaglemoss hanno firmato un accordo per pubblicare una rivista basata sul franchise di Yu-Gi-Oh! GX chiamata Yu-Gi-Oh! GX Ultimate Guide. Questa serie è stata pubblicata nel Regno Unito dal 2007 al 2009 per un totale di 61 numeri. La testata era a cadenza quindicinale e presentava in ogni numero un oggetto da collezione in allegato, il quale poteva essere una medaglia (raffigurante un personaggio dell'Accademia del Duellante oppure un mostro), un triangolino colorato in plastica oppure con la statuetta di un mostro. Nel secondo numero veniva fornita una scatola di latta per conservare le medaglie e i triangolini, insieme ad altre 2 cartelle per contenere i fascicoli successivi.

### Altri media
L'autore Inu Mayugeha ha scritto una parodia di Yu-Gi-Oh! GX intitolata De-I-Ko! GX (犬☆眉☆毛DE-I-KO! GX?) e pubblicata su V Jump il 25 giugno 2009.

## Accoglienza
Ian Wolf di Anime UK News recensì il primo volume DVD dell'anime e criticò le animazioni che a volte erano così scarse da essere ridicole, la presenza dei motivetti di alcuni personaggi e l'adattamento operato da 4Kids che andava a modificare in malo modo certi elementi della storia per non mostrare parti della cultura giapponese. I personaggi rendevano godibile e simpatica la visione della serie e si rivelava un buon sequel della serie originale, divertente ma non superiore ad essa.